# Wyżyna Lubelska
Wyżyna Lubelska (343.12) – makroregion geograficzny w południowo-wschodniej części Polski, rozciągający się pomiędzy doliną Wisły na zachodzie i Bugu na wschodzie. Dalej ku północy przechodzi w Polesie Lubelskie i Nizinę Południowopodlaską, a ku południu sąsiaduje z wałem Roztocza i Kotliną Sandomierską. Obejmuje powierzchnię około 7000 km², a jej wysokość dochodzi do 313,7 m n.p.m. (Działy Grabowieckie). Prawie cały obszar wyżyny leży na terenie województwa lubelskiego, jedynie małe fragmenty Małopolskiego Przełomu Wisły i Wzniesień Urzędowskich wykraczają na tereny województw sąsiednich.
W niektórych uproszczonych ujęciach określenie Wyżyna Lubelska stosowane jest do całego polskiego obszaru wyżynnego na wschód od Wisły (Wyżyna Wschodniomałopolska). Wtedy włączane jest do niej również Roztocze, a za najwyższe wzniesienie uznany jest Wielki Dział, mierzący 390 m n.p.m.
Wyżynę cechuje urozmaicona budowa geologiczna – każdy mezoregion wyraźnie odróżnia się rzeźbą terenu od sąsiednich jednostek. Generalnie, wyżyna jest lekko pofałdowana, niemal bezleśna, w zachodnich mezoregioanch pokrytych lessem pocięta gęstą siecią wąwozów. Unikatowe formy rzeźby tego typu o spektakularnych rozmiarach, szczególnie licznie występują w okolicach Kazimierza Dolnego, Bochotnicy i Kraśnika.
Największe deniwelacje, dochodzące nawet do 80-100 metrów występują w strefach kontaktu wierzchowin lessowych z doliną Wisły (zachodni Płaskowyż Nałęczowski) oraz ze skrasowiałymi mezoregionami (Płaskowyż Bełżycki-Kotlina Chodelska).
Dzięki żyznym glebom Wyżyna Lubelska jest jednym z najbardziej rozwiniętych rolniczo obszarów Polski. Występują tam mady w dnach dolin rzecznych, bogate w próchnicę gleby brunatne i płowe (obszary lessowe), jak też czarnoziemy (obszary lessowe) oraz rędziny (podłoże krasowiejące). Są również mniej żyzne gleby bielicowe (pokrywy piaszczyste). Odpowiedni klimat i żyzna skała macierzysta stworzyły dogodne warunki do uprawiania pszenicy, tytoniu i chmielu. Najważniejszymi jednak roślinami są burak cukrowy, rzepak i rzepik. Ważną rolę w rolnictwie zajmuje sadownictwo oraz szkółkarstwo.
Największym miastem na tym obszarze jest Lublin (stolica województwa lubelskiego). Ponadto, do ważnych miast regionu należą:Lubartów, Świdnik, Łęczna, Nałęczów, Kazimierz Dolny, Puławy, Kraśnik i Zamość.